# ایزابل (مجموعه تلویزیونی)
ایزابل (انگلیسی: Isabel) یک مجموعهٔ تلویزیونی اسپانیایی است که در سال ۲۰۱۲ منتشر شد و دربارهٔ زندگی ایزابل یکم شهبانوی کاستیا و آراگون است. فصل اول به از انتهای دوران کودکی وی تا ازدواجش با فرناندوی دوم، پادشاه آراگون را دربر می‌گیرد و فصل دوم سریال در فاصلهٔ زمانی ۱۴۷۴ تا ۱۴۹۲ روی می‌دهد که وی شهبانوی آرگون شد و جنگ گرانادا به پیروزی رسید و همچنین سفرهای اکتشافی کریستف کلمب آغاز گشت. فصل سوم هم به ازدواج خوآنای یکم با فیلیپ زیبا و خوان، شاهزاده آستوریاس و مارگارت آستوریاس و مرگ فرزندانش ایزابل آراگون، ملکه پرتغال و میگل دا پاز می‌پردازد.

## گزیدهٔ بازیگران
- میشل خنر در نقش ایزابل یکم
- رودولفو سانچو در نقش فرناندوی دوم، پادشاه آراگون
- پابلو درکی در نقش انریکه چهارم
- کلارا سانچیس در نقش ایزابلای پرتغال، ملکه کاستیا
- بیکتور الیاس در نقش شاهزاده آلفونسوی آستوریاس
- کارمن سانچس لوسانو در نقش خوانا لا بلترانخا
- ژردی باناکلوچا در نقش خوآن دوم، پادشاه آراگون
- دانیل آلبالادخو در نقش آفونسوی پنجم
- خولیو مانریکه در نقش کریستف کلمب
- نوریا گایاردو در نقش بئاتریس پرتغال، دوشس ویزئو
- روبرتو انریکس در نقش ابوالحسن علی
- ایرنه اسکولار در نقش خوآنای یکم
- رائول مریدا در نقش فیلیپ زیبا
- ائوسبیو پونسلا در نقش فرانسیسکو خیمنز دی سیسنروس
- اورسولا کوربرو در نقش مارگارت آستوریاس
- آدریانا لامانا در نقش خوان، شاهزاده آستوریاس
- ناچو آلدگر در نقش چزاره بورجا
- ایوان اِرمِس در نقش مانوئل یکم، پادشاه پرتغال
- اکتور کاربایو در نقش شارل هشتم
- ماریا کانتوئل در نقش ایزابل آراگون، ملکه پرتغال
- مارتا بلمونته در نقش آن برتانی
- یوناس برامی در نقش دیگو کلمبوس
- باربارا لنی
- خاویر ری
- فرناندو سوتو
- آلیسیا بوراچرو
- هویک کوچکریان
- فرانسزگ گاریدو
- فرناندو گی‌ین کوئربو
- سوسانا آبایتوا
- پِرِه پونسه
- خینس گارسیا میان
- آینُوا سانتاماریا
- سرخیو پریس-منچتا